# Вукол Смирнски
Свети Вукол је хришћански светитељ. Био је епископ смирнски.
Био је ученик Светог Јована Богослова, који га и посвети за епископа града Смирне. У Смирни беше тада мало крштених. У тами незнабоштва свети Вукол светљаше као јасна свећа. Одликовао се свима врлинама, а нарочито благошћу и кротошћу. Пред смрт своју Вукол посвети славног Поликарпа себи за наследника у епископству, а он мирно сконча и оде ка Господу.
Српска православна црква слави га 6. фебруара по црквеном, а 19. фебруара по грегоријанском календару.